# Gabriel Ávalos
Gabriel Ávalos Stumpfs (Edelira, Itapúa, 9 de julio de 1991) es un futbolista paraguayo que juega como delantero en Independiente de la Liga Profesional Argentina.  Es internacional con la selección de Paraguay.

## Trayectoria
Oriundo de Edelira, comenzó su carrera profesional defendiendo los colores de su club formador Libertad, luego pasó a Tembetary, para en 2008 arribar al fútbol argentino, defendiendo los colores de Defensores de Cambaceres en el acenso, demostrando su capacidad goleadora.Esto lo llevó a ser transferido a Tigre de la Primera División, donde luego de una temporada pasó a defender la casaca de Gimnasia y Esgrima de La Plata. Para el año 2012 volvió al fútbol Paraguayo, defendiendo los colores de Independiente FBC y General Díaz, en donde formó parte del equipo que logró el ascenso a la Primera División Paraguaya.
En agosto de 2013 es fichado por Deportes Concepción de la Primera B chilena.Luego, jugó para Crucero del Norte, quien luego lo denunció por estafa, siendo hasta buscado por Interpol. Tras destrabarse la situación, firmó para Peñarol de Uruguay en 2016.
Luego, volvió a Argentina para defender los colores de Nueva Chicago, Godoy Cruz (fue suplente del Morro García) y Patronato. En julio de 2020, llega a Argentinos Juniors por pedido de Diego Dabove, con contrato hasta diciembre de 2021.
El 25 de diciembre de 2023 es anunciada su venta a Independiente, donde firmó un contrato por 3 años.

## Selección nacional
Debutó con la selección de Paraguay el 3 de junio de 2021 en el empate 0-0 frente a Uruguay por las Eliminatorias Catar 2022, ingresando en el segundo tiempo.

### Participaciones en Eliminatorias al Mundial
| Eliminatorias                 | Resultado              | Partidos | Goles | Asist. |
| ----------------------------- | ---------------------- | -------- | ----- | ------ |
| Eliminatorias Mundial de 2022 | 8.º puesto (Eliminado) | 2        | 0     | 0      |
| Eliminatorias Mundial de 2026 | Disputándose           | 10       | 0     | 0      |

### Participaciones en Copa América
| Copa              | Sede   | Resultado        | Partidos | Goles | Asist. |
| ----------------- | ------ | ---------------- | -------- | ----- | ------ |
| Copa América 2021 | Brasil | Cuartos de final | 4        | 1     | 1      |

### Goles en la selección
| Goles con la Selección de Paraguay | Goles con la Selección de Paraguay | Goles con la Selección de Paraguay | Goles con la Selección de Paraguay | Goles con la Selección de Paraguay | Goles con la Selección de Paraguay | Goles con la Selección de Paraguay | Goles con la Selección de Paraguay | Goles con la Selección de Paraguay |
| Resultados                         | Resultados                         | Resultados                         | Resultados                         | Lugar                              | Estadio                            | Fecha                              | Tipo                               | Goles                              |
| ---------------------------------- | ---------------------------------- | ---------------------------------- | ---------------------------------- | ---------------------------------- | ---------------------------------- | ---------------------------------- | ---------------------------------- | ---------------------------------- |
| Paraguay                           | 3                                  | 3                                  | Perú                               | Goiânia                            | Olímpico Pedro L. Teixeira         | 2 de julio de 2021                 | Copa América 2021                  | 1 gol                              |
| Paraguay                           | 2                                  | 3                                  | Chile                              | Santiago                           | Monumental                         | 27 de marzo de 2023                | Amistoso                           | 1 gol                              |

En amistosos internacionales con su selección nacional ha jugado 4 partidos, en los cuales convirtió en uno y fue contra la Selección de Chile el 27 de marzo de 2023 en el Estadio Monumental.

## Estadísticas

### Clubes
Actualizado hasta su último partido disputado el 13 de julio  de 2025.
| Club                            | Div.          | Temporada     | Liga  | Liga  | Liga   | Copas nacionales | Copas nacionales | Copas nacionales | Torneos internacionales | Torneos internacionales | Torneos internacionales | Total | Total | Total  | Media goleadora |
| Club                            | Div.          | Temporada     | Part. | Goles | Asist. | Part.            | Goles            | Asist.           | Part.                   | Goles                   | Asist.                  | Part. | Goles | Asist. | Media goleadora |
| ------------------------------- | ------------- | ------------- | ----- | ----- | ------ | ---------------- | ---------------- | ---------------- | ----------------------- | ----------------------- | ----------------------- | ----- | ----- | ------ | --------------- |
| Independiente F. B. C. Paraguay | 1.ª           | 2012          | 10    | 0     | 0      | —                | —                | —                | —                       | —                       | —                       | 10    | 0     | 0      | 0.00            |
| Independiente F. B. C. Paraguay | Total club    | Total club    | 10    | 0     | 0      | 0                | 0                | 0                | 0                       | 0                       | 0                       | 10    | 0     | 0      | 0.00            |
| General Díaz Paraguay           | 1.ª           | 2013          | 13    | 2     | 0      | —                | —                | —                | —                       | —                       | —                       | 13    | 2     | 0      | 0.15            |
| General Díaz Paraguay           | Total club    | Total club    | 13    | 2     | 0      | 0                | 0                | 0                | 0                       | 0                       | 0                       | 13    | 2     | 0      | 0.15            |
| Deportes Concepción · Chile     | 2.ª           | 2013-14       | 23    | 6     | 0      | —                | —                | —                | —                       | —                       | —                       | 23    | 6     | 0      | 0.26            |
| Deportes Concepción · Chile     | Total club    | Total club    | 23    | 6     | 0      | 0                | 0                | 0                | 0                       | 0                       | 0                       | 23    | 6     | 0      | 0.26            |
| Crucero del Norte Argentina     | 2.ª           | 2014          | 17    | 5     | 0      | —                | —                | —                | —                       | —                       | —                       | 17    | 5     | 0      | 0.29            |
| Crucero del Norte Argentina     | 1.ª           | 2015          | 21    | 5     | 1      | —                | —                | —                | —                       | —                       | —                       | 21    | 5     | 1      | 0.24            |
| Crucero del Norte Argentina     | Total club    | Total club    | 38    | 10    | 1      | 0                | 0                | 0                | 0                       | 0                       | 0                       | 38    | 10    | 1      | 0.26            |
| C. A. Peñarol · Uruguay         | 1.ª           | 2016          | 5     | 0     | 0      | —                | —                | —                | 2                       | 0                       | 0                       | 7     | 0     | 0      | 0.00            |
| C. A. Peñarol · Uruguay         | Total club    | Total club    | 5     | 0     | 0      | 0                | 0                | 0                | 2                       | 0                       | 0                       | 7     | 0     | 0      | 0.00            |
| Nueva Chicago Argentina         | 2.ª           | 2017-18       | 22    | 6     | 0      | —                | —                | —                | —                       | —                       | —                       | 22    | 6     | 0      | 0.27            |
| Nueva Chicago Argentina         | Total club    | Total club    | 22    | 6     | 0      | 0                | 0                | 0                | 0                       | 0                       | 0                       | 22    | 6     | 0      | 0.27            |
| Godoy Cruz Argentina            | 1.ª           | 2018-19       | 10    | 2     | 0      | 1                | 0                | 0                | —                       | —                       | —                       | 11    | 2     | 0      | 0.18            |
| Godoy Cruz Argentina            | Total club    | Total club    | 10    | 2     | 0      | 1                | 0                | 0                | 0                       | 0                       | 0                       | 11    | 2     | 0      | 0.18            |
| C. A. Patronato Argentina       | 1.ª           | 2018-19       | 10    | 4     | 1      | 2                | 1                | 1                | —                       | —                       | —                       | 12    | 5     | 2      | 0.42            |
| C. A. Patronato Argentina       | 1.ª           | 2019-20       | 22    | 3     | 4      | —                | —                | —                | —                       | —                       | —                       | 22    | 3     | 4      | 0.13            |
| C. A. Patronato Argentina       | Total club    | Total club    | 32    | 7     | 5      | 2                | 1                | 1                | 0                       | 0                       | 0                       | 34    | 8     | 6      | 0.24            |
| Argentinos Juniors Argentina    | 1.ª           | 2020          | —     | —     | —      | 7                | 3                | 0                | —                       | —                       | —                       | 7     | 3     | 0      | 0.43            |
| Argentinos Juniors Argentina    | 1.ª           | 2021          | 15    | 4     | 1      | 11               | 3                | 1                | 8                       | 3                       | 0                       | 34    | 10    | 2      | 0.29            |
| Argentinos Juniors Argentina    | 1.ª           | 2022          | 19    | 5     | 4      | 17               | 8                | 4                | —                       | —                       | —                       | 36    | 13    | 8      | 0.36            |
| Argentinos Juniors Argentina    | 1.ª           | 2023          | 25    | 12    | 2      | 14               | 8                | 1                | 6                       | 1                       | 1                       | 45    | 21    | 4      | 0.47            |
| Argentinos Juniors Argentina    | Total club    | Total club    | 59    | 21    | 7      | 49               | 22               | 6                | 14                      | 4                       | 1                       | 122   | 47    | 14     | 0.39            |
| C. A. Independiente Argentina   | 1.ª           | 2024          | 27    | 9     | 1      | 18               | 1                | 1                | —                       | —                       | —                       | 45    | 10    | 2      | 0.22            |
| C. A. Independiente Argentina   | 1.ª           | 2025          | 16    | 9     | 1      | 2                | 0                | 0                | 4                       | 0                       | 1                       | 22    | 9     | 2      | 0.41            |
| C. A. Independiente Argentina   | Total club    | Total club    | 43    | 18    | 2      | 20               | 1                | 1                | 4                       | 0                       | 1                       | 67    | 19    | 4      | 0.28            |
| Total carrera                   | Total carrera | Total carrera | 255   | 72    | 15     | 72               | 24               | 8                | 20                      | 4                       | 2                       | 347   | 100   | 25     | 0.29            |
| 1. 2. 3.                        |               |               |       |       |        |                  |                  |                  |                         |                         |                         |       |       |        |                 |

### Hat-tricks
| 1 | 27 de enero de 2019 | Monumental, Buenos Aires        | River Plate - Patronato                  | Anotado · Anotado · Anotado | 1-3 | Primera División 2018-19 |
| 2 | 11 de abril de 2023 | Diego A. Maradona, Buenos Aires | Argentinos Juniors - Club Atlético Unión | Anotado · Anotado · Anotado | 5-1 | Primera División 2023    |

## Palmarés

### Títulos nacionales
| Título               | Club          | País     | Año  |
| -------------------- | ------------- | -------- | ---- |
| Campeonato Paraguayo | Club Libertad | Paraguay | 2006 |
| Campeonato Paraguayo | Club Libertad | Paraguay | 2007 |

### Distinciones individuales
| Distinción                                     | Año  |
| ---------------------------------------------- | ---- |
| Máximo goleador de la Copa Argentina (3 goles) | 2023 |